# Mágic Andreu
Francesc Andreu Sabadell, conocido artísticamente como Mágic Andreu (Barcelona, 1948) es un ilusionista, actor, empresario, escritor y humorista español. Ha participado en programas de TV3 como Això és massa presentado por él mismo. También ha colaborado en numerosas galas para TVE y Telecinco. Pasa la mitad del año en Katmandú, donde se dedica a rescatar a los niños de la calle que aspiran pegamento para darles educación y trabajo. Está considerado como uno de los magos más innovadores en el género del humor, que ha creado escuela desde 1979.[cita requerida]

## Biografía
Desde el año 1979 se dedica profesionalmente a la magia cómica, convirtiéndose en uno de los primeros ilusionistas del país especializados en este tipo de actuación. En 1988, profesionalizó esta experiencia con la creación de la productora Publimagic.
En 1991, comercializó la primera maleta de magia que fabricó y distribuyó Educa, que tenía como novedad la idea patentada de incluir un vídeo explicativo en el que se realizaban todos los juegos que contiene la maleta. En 1992, salió al mercado una segunda versión del juego, esta vez dedicado exclusivamente a la cartomagia. Ese mismo año, participó en la ceremonia de clausura de los Juegos Paralímpicos de Barcelona.
Actuó en la película Gracias por la propina, dirigida por Francesc Bellmunt y que en 1998 fue nominada a los Premios Calabuchdel como mejor comedia española, en el Festival Internacional de Cine de Comedia de Peñíscola. En 1998, publicó su primer libro: La magia que tú puedes hacer, que ofrece un manual de ilusionismo con juegos y trucos sencillos que pueden ejecutarse fácilmente.
Desde marzo de 1999, Andreu imparte clases en la Universidad Politécnica de Cataluña, como profesor honorífico de la cátedra ilusionismo como técnica de comunicación. Además de ofrecer conferencias de magia en distintos congresos y encuentros de magia en España. Desde febrero de 2000, realiza conferencias y cursos de comunicación para profesionales de empresas y ejecutivos de distintas especialidades. En julio de 2003 y 2004, impartió clases dentro del curso de verano, que la Universidad Europea de Altea, en Alicante, dedica a ejecutivos de empresas españolas.  
En 2002, creó la Asociación Som Riures Sense Fronteres, una ONG, cuya finalidad es promover, dentro del ámbito nacional, actividades para mejorar la situación psicológica de pacientes, en especial niños que padecen leucemia, otros tipos de cáncer, unidad de quemados, y enfermedades diversas que pasan por largas hospitalizaciones y etapas de recuperación traumatológica, mediante actuaciones y talleres. Desde abril de 2004, Andreu, actúa personalmente y dirige las actuaciones del equipo de artistas voluntario que  trabajan semanalmente en la planta de oncología infantil del Hospital Valle de Hebrón de Barcelona, y el éxito psicosocial conseguido, tanto en pacientes como en familiares, les ha valido el reconocimiento de médicos y personal sanitario.
En 2009 fue elegido presidente de la Sociedad Española de Ilusionismo de Barcelona (SEI). Desde 2013 colabora con la ONG, Tossa Solidaría, dónde realiza espectáculos en los que parte del dinero de las entradas son destinadas a la ayuda de su ONG y de Tosa de Mar.

## Obra

### Libros
- 1998 - La magia que tú puedes hacer. ISBN  9788427023369.[3]

### Filmografía
- 1997 - Gracias por la propina
- 2007-2008 - Curso de magia para todos (en DVD)
- 2009 - El Capitán Mac Andrius (en DVD)[4]

### Televisión
- 1990: La Màgia Màgica del Màgic Andreu, TV3.[5]
- 1991-1992 - Això es massa, TV3.[6]
- 1997 - Màgic, TV3

## Premios
- 1983 - LEON DE ORO DE VENECIA, al spot más original del sector de la alimentación.
- 1986 - PREMIO JOANOT DEL ESPECTACULO.
- 1987 - MAGIC MASTER.
- 1988 - SHOWMAN DEL AÑO.
- 1988 - SATURNO DE ORO DEL ESPECTACULO.
- 1988 - DAMA DE PARAGUAS.
- 1989 - PREMIO PRESTIGE.
- 1992 - NOMINADO Y FINALISTA T.P. DE ORO por el programa AIXÒ ÉS MASSA
- 1999 - PREMIO y SOCIO DE HONOR DE LA ASOCIACIÓN ESPAÑOLA DE ILUSIONISMO
- 2002 - PREMIO ARC COMO MEJOR HUMORISTA DE CATALUÑA
- 2003 - MEDALLA DE ORO AL MÉRITO MÁGICO, concedida por la Asociación Española de Ilusionismo por su trayectoria profesional.
- 2007 - PRIMER FESTIVAL BESALÚ MÀGICA, homenaje/reconocimiento por su contribución a la popularización del ilusionismo.
- 2010 - MAGO DE HONOR del XVIII Encuentro Internacional de Magos Almussafes.
- 2010 - Título PAUL HARRIS, de la Fundación Rotaria de Rotary International por la efectiva y excelente labor desarrollada en beneficio de la comprensión y las relaciones de amistad entre los pueblos del mundo.
- 2011 - PREMI VALLENC.